# História da arte asiática

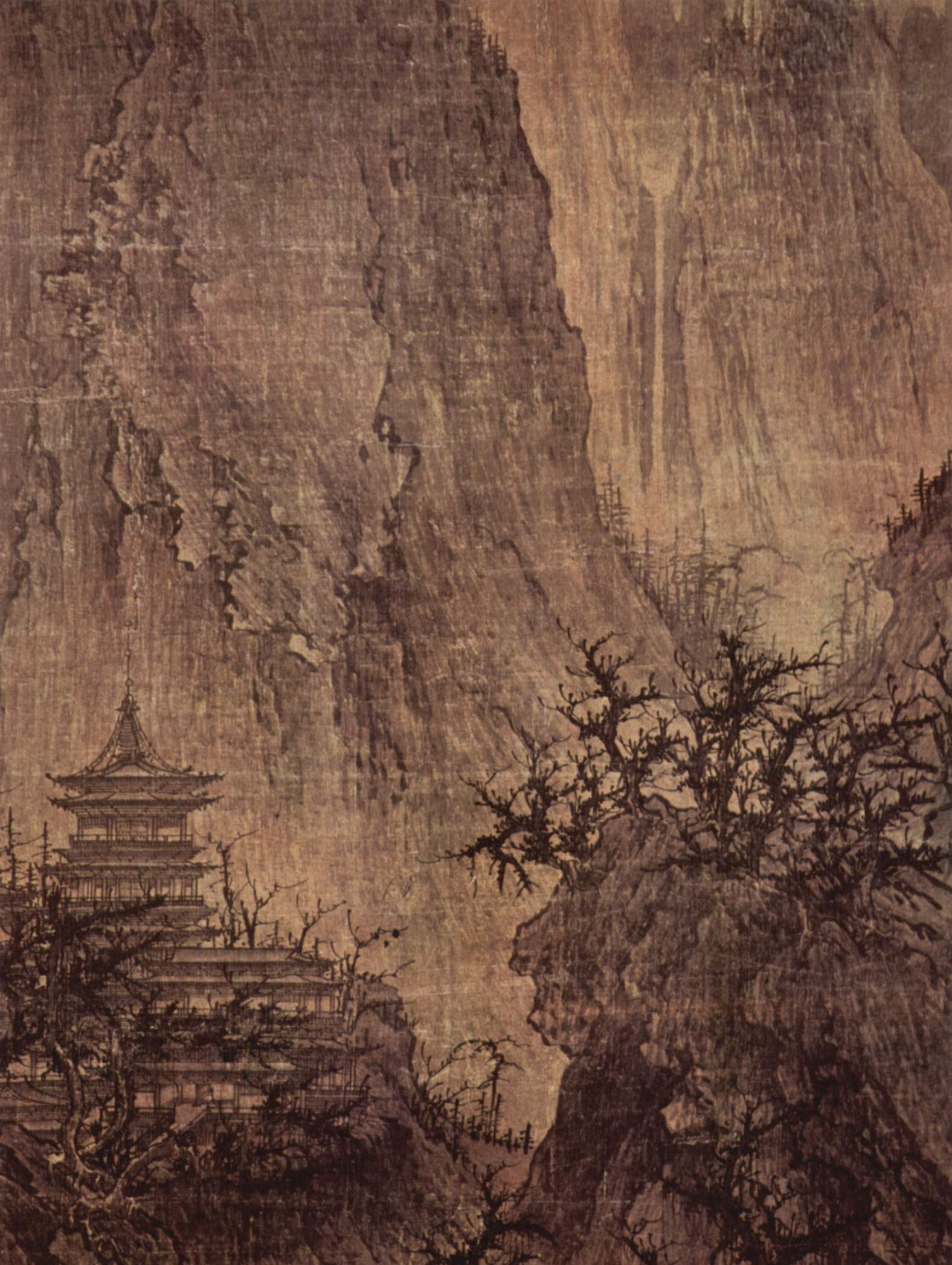
Li Cheng, Templo Budista nas Montanhas, século XI, China, tinta sobre seda, Museu de Arte Nelson-Atkins, Kansas City, Missouri

A história da arte asiática inclui uma vasta gama de artes de várias culturas, regiões e religiões em todo o continente asiático. As principais regiões da Ásia incluem Leste, Sudeste, Sul, Centro e Oeste da Ásia . O desenvolvimento da arte asiática , historicamente paralelo ao da arte ocidental , antecipa-se geralmente alguns séculos antes ao da arte ocidental.
A história da arte oriental é paralela ao desenvolvimento da arte ocidental . A história da arte asiática engloba desde as manifestações artísticas da antiga Mesopotâmia e Pérsia (Ásia Ocidental) até as complexas evoluções no Subcontinente Indiano, no Sudeste Asiático e no Extremo Oriente (China, Coreia, Japão). Abrange um período que se estende desde as primeiras civilizações até o presente, com legados que continuam a influenciar a arte contemporânea global. As histórias da arte da Ásia e da Europa estão fortemente interligadas, com a arte asiática influenciando muito a arte europeia e vice-versa; as culturas misturaram por meio de métodos como a transmissão da arte pela Rota da Seda, a troca cultural da Era dos Descobrimentos e da colonização, e por meio da internet e da globalização moderna.
A arte da Ásia, na sua prodigiosa variedade e antiguidade, ergue-se como um dos pilares fundamentais da criatividade humana, com as civilizações que floresceram ao longo do vasto continente. Os relevos assírios de Nínive, narrando com vigor a magnificência, o esplendor ou a grandiosidade das conquistas imperiais, ou a delicadeza dos selos cilíndricos da Mesopotâmia, gravados com cenas mitológicas intricadas - excluindo a arte pré-histórica, a arte da Mesopotâmia representa as formas de arte mais antigas da Ásia. Longe de ser uma narrativa singular, a história da arte asiática revela uma rica tapeçaria de tradições artísticas distintas, como a arte têxtil persa, em que cada fio de tecido com as cores vibrantes das paisagens geográficas únicas – desde os desertos da Arábia até as florestas tropicais do Sudeste Asiático –, como a rica e diversificada geografia da Pérsia, que inclui desertos, montanhas, oásis e planaltos, sempre serviu de inspiração para os desenhos e cores dos têxteis. Os profundos sistemas filosóficos como o Taoísmo (ou o Daoísmo) que inspira a fluidez das pinceladas nas pinturas de paisagem chinesas, como as pinturas de artistas da Dinastia Jin (265-420 d.C.) de Gu Kaizhi (顧愷之); as pintura de paisagem monocromática da Dinastia Tang (618-907 d.C.), especialmente associada a Wang Wei (王維); as pinturas da Dinastia Song (960-1279 d.C.) com artistas como Fan Kuan (范寬), Guo Xi (郭熙) e Mi Fu (米芾); e pintura Zen (Chan) posterior e as complexas interações históricas que moldaram o intercâmbio de ideias e estilos como a disseminação do Budismo da Índia para a China, Coreia e Japão que influenciou a iconografia e a arquitetura religiosa nessas regiões; as rotas comerciais como a Rota da Seda facilitaram a troca de motivos, materiais e técnicas entre o Oriente e o Ocidente, inclusive as relações diplomáticas e o envio de emissários entre cortes imperiais que levaram à disseminação de estilos artísticos.
Abrange as principais correntes artísticas que emergiram e evoluíram em regiões chave da Ásia, desde a Ásia Ocidental, com a arquitetura islâmica adornada com arabescos geométricos e a caligrafia fluida dos versos do Corão, até o Subcontinente Indiano, onde os templos de Khajuraho esculpidos com uma profusão de figuras divinas e seculares e as miniaturas Mugal repletas de detalhes e cores vibrantes narram histórias de fé e poder. No Sudeste Asiático, vislumbramos a majestade de Angkor Wat no Camboja, com seus baixos-relevos e torres imponentes, e a serenidade das esculturas budistas de Borobudur na Indonésia. No Extremo Oriente, a elegância austera dos jardins japoneses, a expressividade da cerâmica celadão coreana (século X) com seus tons sutis e a sofisticação da porcelana chinesa das dinastias Ming e Qing, decorada com dragões e paisagens etéreas.
Longe de constituir uma tradição monolítica, a arte asiática manifesta-se numa rica variedade de formas, materiais e técnicas. Esculturas monumentais como o Buda de Bamiã (antes de sua destruição) adornavam paisagens sagradas, irradiando uma aura de transcendência, enquanto a delicadeza da pintura em seda, como os rolos chineses que revelam panoramas cósmicos, e a precisão da cerâmica, desde os bronzes cerimoniais da dinastia Shang até a faiança persa com seus padrões estrelados, revelam uma profunda sensibilidade estética e um avançado domínio técnico. Na arquitetura, desde os zigurates mesopotâmicos até aos palácios imperiais japoneses confirma-se a engenhosidade e a visão das sociedades que os construíram. Além da sua beleza intrínseca, as obras de arte asiáticas oferecem insights inestimáveis sobre as cosmovisões, como a crença hindu na reencarnação (Samsara) expressa nas inúmeras representações de divindades, como as múltiplas encarnações (avatares) de Vishnu, a dança cósmica de Xiva Nataraja, as representações de Ganesha; ciclos míticos e as eras cósmicas (Yugas); as estruturas sociais hierárquicas refletidas nos retratos imperiais chineses, e as práticas rituais, evidentes nos objetos cerimoniais utilizados em rituais xintoístas.

## Paleolítico Superior do Nordeste Asiático
Ver também

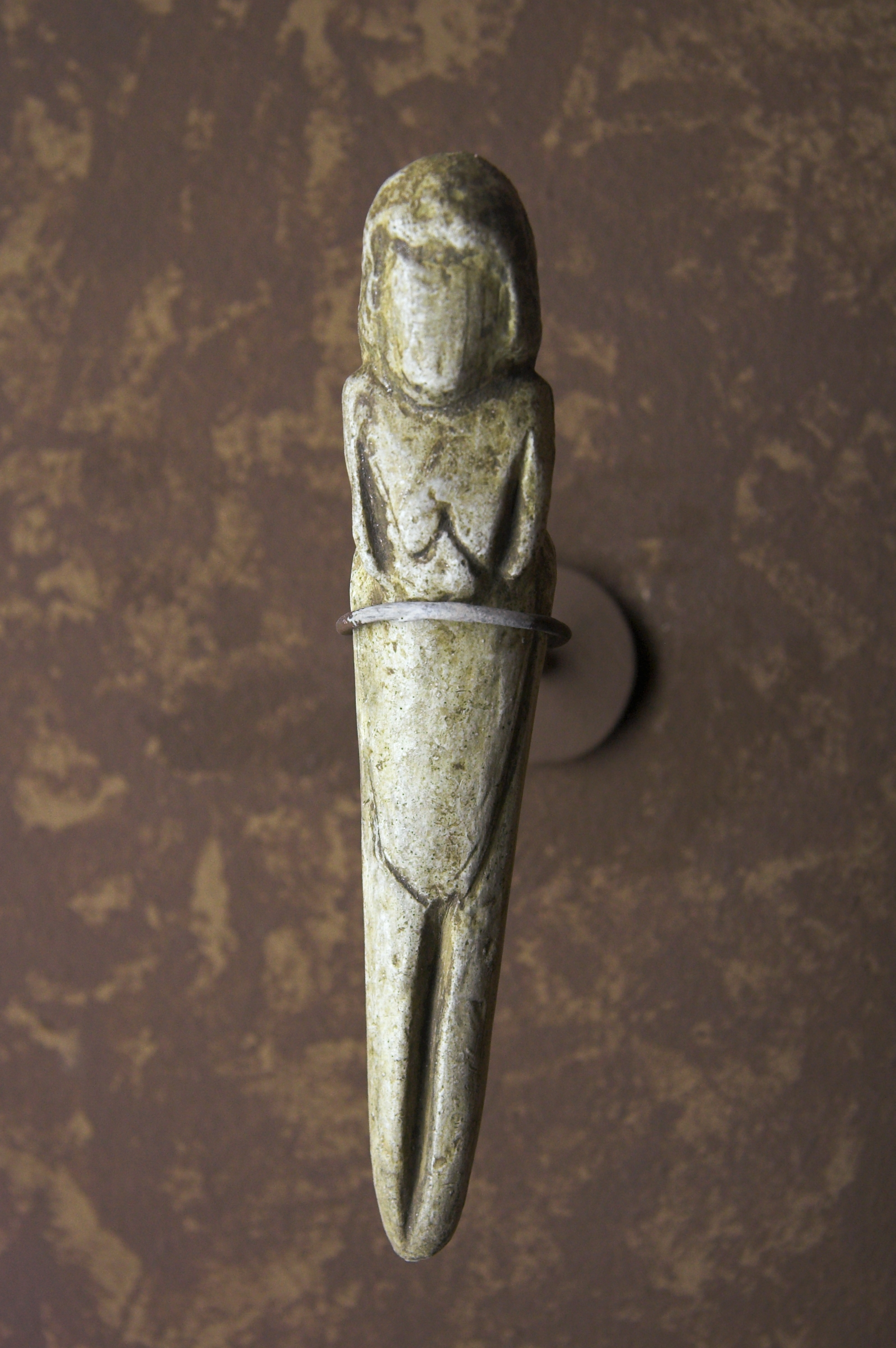
Uma das Vénus de Mal'ta, cerca de 21 000 a.C.

A primeira ocupação humana moderna nos climas difíceis do Nordeste Asiático data de há cerca de 40 000 anos, com a cultura Yana inicial do norte da Sibéria datada de cerca de 31 000 a.C. Por volta de 21 000 a.C., desenvolveram-se duas culturas principais: a cultura de Mal'ta e, ligeiramente mais tarde, a cultura de Afontova Gora-Oshurkovo.
A cultura de Mal'ta, centrada em Mal'ta, junto ao Rio Angara, perto do Lago Baikal no Oblast de Irkutsk, Sibéria Meridional, criou algumas das primeiras obras de arte do período Paleolítico Superior, com objetos como as Vénus de Mal'ta. Estas figuras são constituídas maioritariamente por marfim de mamute. As figuras têm cerca de 23 000 anos e provêm do Gravetiano. A maioria destas estatuetas mostra roupas estilizadas. Frequentemente, o rosto é representado. Dada a tradição de estatuetas portáteis do Paleolítico Superior ser quase exclusivamente europeia, foi sugerido que Mal'ta teve algum tipo de ligação cultural e cúltica com a Europa durante esse período, mas isto permanece incerto.

## Arte do Leste Asiático

### Arte Chinesa

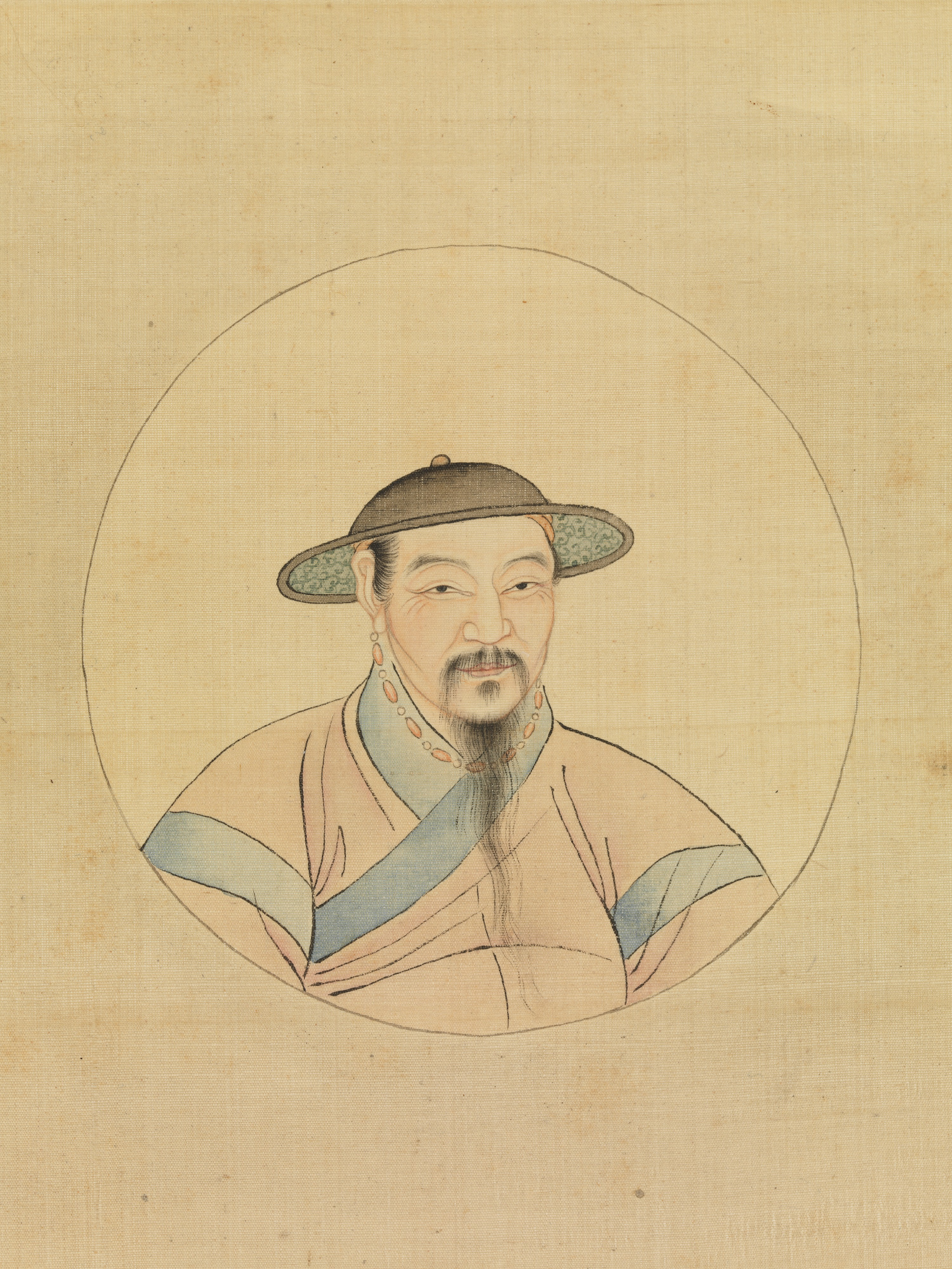
Cópia de um retrato de Zhao Mengfu (趙孟頫), Metropolitan Museum of Art

A arte chinesa (chinês: 中國藝術/中国艺术) variou ao longo da sua história antiga, dividida em períodos pelas dinastias reinantes da China e pela mudança de tecnologia. Diferentes formas de arte foram influenciadas por grandes filósofos, professores, figuras religiosas e até líderes políticos. A arte chinesa engloba belas-artes, arte popular e artes performativas. A arte chinesa é arte, seja moderna ou antiga, que se originou ou é praticada na China ou por artistas ou performers chineses.
Na dinastia Song, a poesia foi marcada por uma poesia lírica conhecida como Ci (詞) que expressava sentimentos de desejo, muitas vezes numa persona adotada. Também na dinastia Song, surgiram pinturas de expressões mais subtis de paisagens, com contornos desfocados e contornos de montanhas que transmitiam distância através de um tratamento impressionista de fenómenos naturais. Foi durante este período que na pintura, a ênfase foi colocada em elementos espirituais em vez de emocionais, como no período anterior. Kunqu, a forma mais antiga de ópera chinesa ainda existente, desenvolveu-se durante a dinastia Song em Kunshan, perto da atual Xangai. Na dinastia Yuan, a pintura do pintor chinês Zhao Mengfu (趙孟頫) influenciou grandemente a pintura paisagística chinesa posterior, e a ópera da dinastia Yuan tornou-se uma variante da ópera chinesa que continua hoje como ópera cantonesa.

#### Arte da Pintura e Caligrafia Chinesas
Pintura Chinesa
Gongbi e Xieyi são dois estilos de pintura na pintura chinesa.
Gongbi significa "meticuloso", as cores ricas e os detalhes na imagem são as suas principais características, o seu conteúdo representa principalmente retratos ou narrativas. Xieyi significa "à mão livre", a sua forma é frequentemente exagerada e irreal, com ênfase na expressão emocional do autor e geralmente usado na representação de paisagens.

Além do papel e da seda, as pinturas tradicionais também eram feitas em paredes, como nas Grutas de Mogao na província de Gansu. As Grutas de Mogao de Dunhuang foram construídas na Dinastia Wei do Norte (386–534 d.C.). Consistem em mais de 700 grutas, das quais 492 possuem murais nas paredes, totalizando mais de 45 000 metros quadrados. Os murais são muito amplos em conteúdo, incluem estátuas de Buda, paraíso, anjos, importantes eventos históricos e até financiadores. Os estilos de pintura nas grutas iniciais receberam influência da Índia e do Ocidente. A partir da Dinastia Tang (618–906 d.C.), os murais começaram a refletir o estilo único da pintura chinesa.
Caligrafia Chinesa

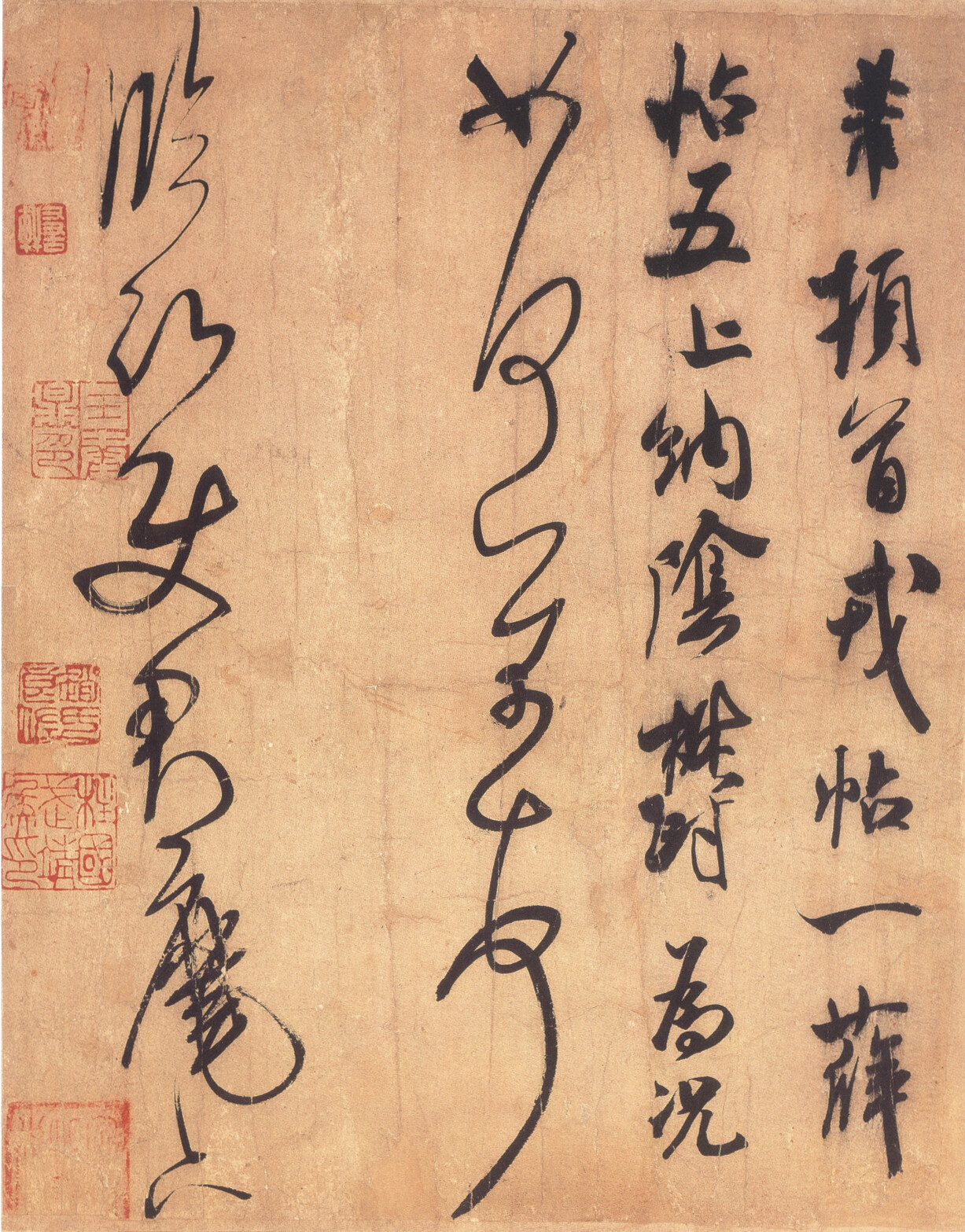
Sobre Caligrafia de Mi Fu, Dinastia Song

 A caligrafia chinesa pode ser rastreada até ao Dazhuan (grande escrita sigilária) que surgiu na Dinastia Zhou. Após o Imperador Qin unificar a China, o Primeiro-Ministro Li Si colecionou e compilou o estilo Xiaozhuan (pequena escrita sigilar) como o novo texto oficial. A escrita de selo pequeno é muito elegante, mas difícil de escrever rapidamente. Na Dinastia Han Oriental, começou a surgir um tipo de escrita chamada Lishu (Escrita Oficial). Por não apresentar círculos e pouquíssimas linhas curvas, tornou-se adequada a para escrita rápida. Depois disso, apareceu o estilo Kaishu (escrita regular tradicional) e, como a sua estrutura é mais simples e organizada, esta escrita ainda é amplamente utilizada hoje.

#### Artesanato chinês antigo
Jade

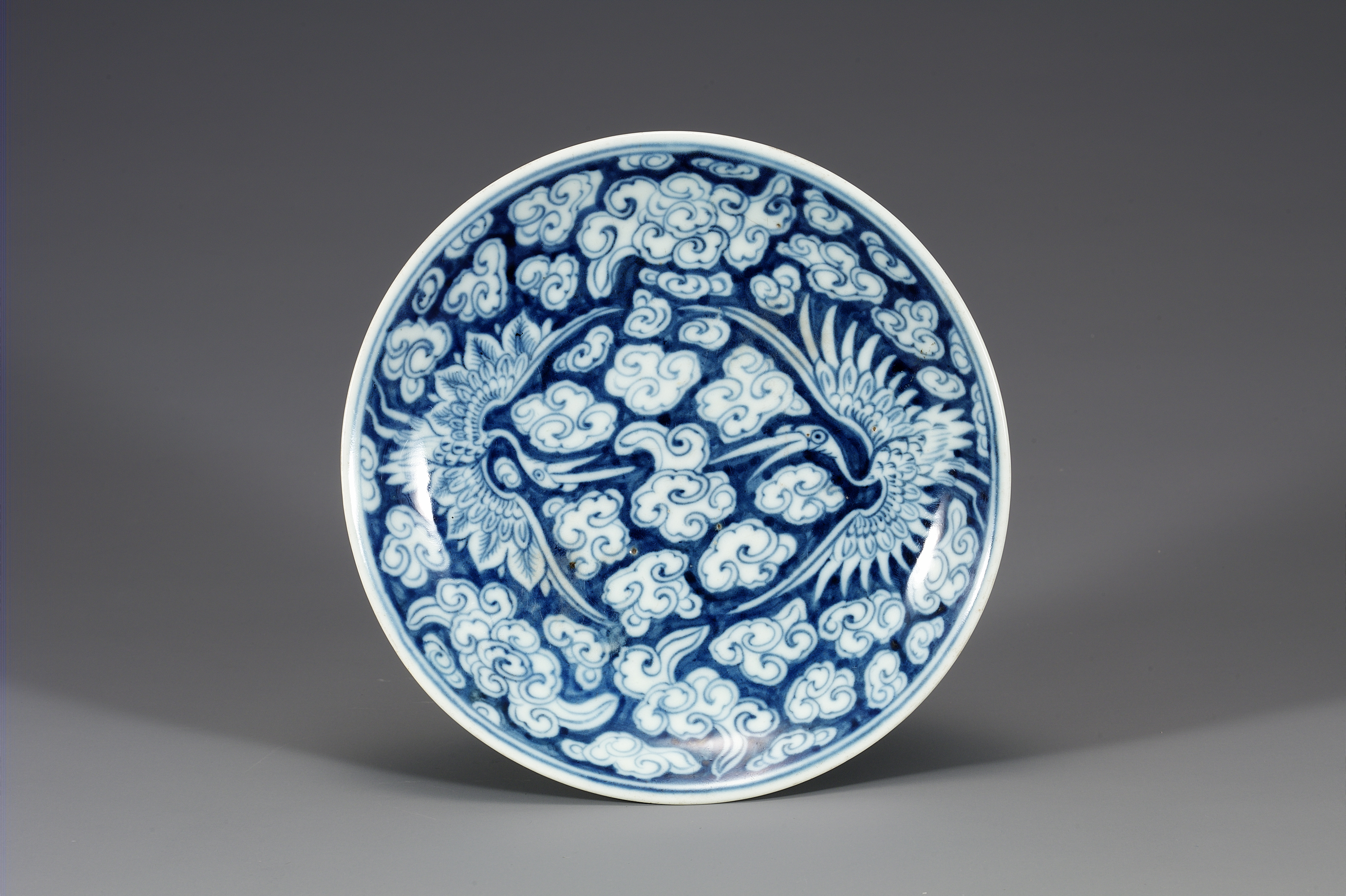
Prato de porcelana azul e branco

O jade primitivo era utilizado como ornamento ou como utensílio de sacrifício. O primeiro objeto de jade esculpido chinês surgiu na cultura Hemudu no início do período Neolítico (cerca de 3500–2000 a.C.). Durante a dinastia Shang (c. 1600–1046 a.C.), surgiram o Bi (jade circular perfurado) e o Cong (tubo quadrado de jade), que se presumia serem utensílios de sacrifício, representando o céu e a terra. Na dinastia Zhou (1046–256 a.C.), devido à utilização de ferramentas de gravação de maior dureza, os jades foram esculpidos com mais delicadeza e começaram a ser usados como pingentes ou ornamentos em roupas. O jade era considerado imortal e podia proteger o dono, por isso os objetos esculpidos em jade eram frequentemente enterrados com o falecido, como um traje funerário de jade do túmulo de Liu Sheng, um príncipe da Dinastia Han Ocidental.
Porcelana
A porcelana é um tipo de cerâmica feita de caulino a alta temperatura. As primeiras cerâmicas na China surgiram na dinastia Shang (c.1600–1046 a.C.). E a produção de cerâmica lançou as bases para a invenção da porcelana. A história da porcelana chinesa vigora até à dinastia Han (206 a.C. – 220 d.C.). Na dinastia Tang, a porcelana era constituída à base de celadão e porcelana branca. Na dinastia Song, Jingdezhen foi selecionada como a "capital de produção de porcelana" e começou a produzir porcelana azul e branca.

#### Arte Moderna Chinesa
Após o fim da última dinastia feudal da China, com a ascensão do novo movimento cultural, os artistas chineses começaram a ser influenciados pela arte ocidental e a integrá-la na cultura chinesa.Influenciado pelo jazz americano, o compositor chinês Li Jinhui (conhecido como o pai da música pop chinesa) começou a criar e a promover música popular, o que causou grande sensação. No início do século XX, as pinturas a óleo foram introduzidas na China, e cada vez mais pintores chineses começaram a tocar as técnicas de pintura ocidentais e a combiná-las com a pintura tradicional chinesa. Entretanto, uma nova forma de pintura, a banda desenhada, começava também a surgir. Era popular entre muitas pessoas e tornou-se a forma mais acessível de entretenimento na época.

### Arte tibetana

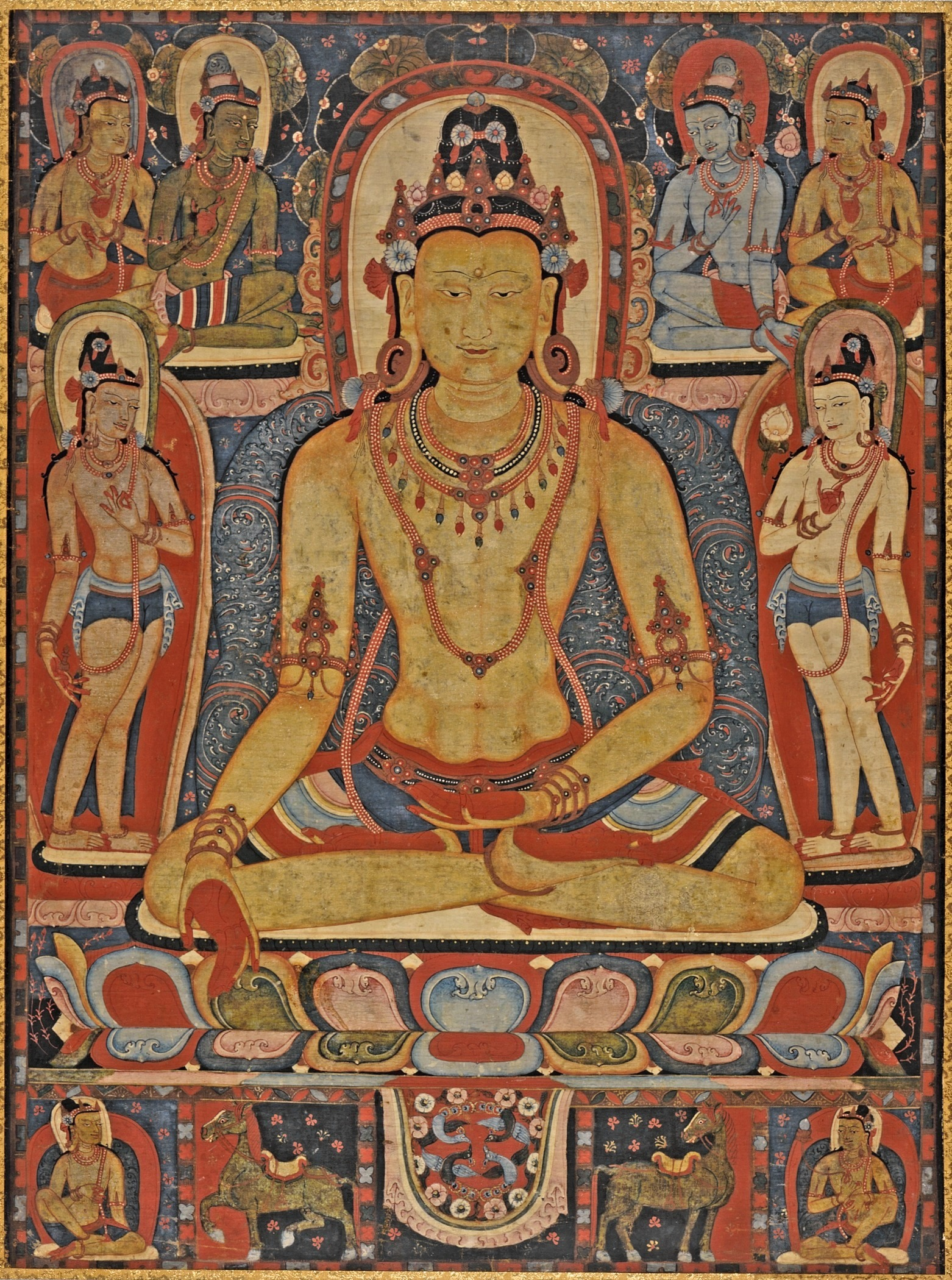
JJina Buddha Ratnasambhava, Tibete Central, Mosteiro Kadampa, 1150–1225.

Arte tibetana refere-se à arte do Tibete (Região Autónoma do Tibete na China) e de outros reinos Himalaias atuais e antigos (Butão, Ladakh, Nepal e Sikkim). A arte tibetana é, antes de mais, uma forma de arte sagrada, refletindo a influência predominante do Budismo Tibetano nestas culturas. A Mandala de Areia (Tib: kilkhor) é uma tradição do Budismo Tibetano que simboliza a natureza transitória das coisas. Como parte do cânone Budista, todas as coisas materiais são vistas como transitórias. Uma mandala de areia é disso exemplo, pois, uma vez construída e concluídas as cerimónias e a exposição que a acompanham, é sistematicamente destruída.
À medida que o budismo mahayana emergiu como uma escola separada no século IV a.C., enfatizou o papel dos bodhisattvas, seres compassivos que renunciam à sua fuga pessoal para o Nirvana a fim de ajudar os outros. Desde muito cedo, vários bodhisattvas foram também objetos de arte estatuária. O Budismo Tibetano, como descendente do Budismo Mahayana, herdou esta tradição. Mas a presença dominante adicional do Vajrayana (ou tantra budista) pode ter tido uma importância primordial na cultura artística. Um bodhisattva comum representado na arte tibetana é a divindade Chenrezig (Avalokitesvara), frequentemente retratada como um santo de mil braços com um olho no meio de cada mão, representando o ser compassivo que tudo vê e ouve os nossos pedidos. Esta divindade pode também ser entendida como um Yidam, ou "Buda da meditação" para a prática Vajrayana.
O budismo tibetano inclui o budismo tântrico, também conhecido como budismo Vajrayana pelo seu simbolismo comum do vajra, o raio de diamante (conhecido em tibetano como dorje). A maior parte da arte típica do budismo tibetano pode ser vista como parte da prática do tantra. As técnicas Vajrayana incorporam muitas visualizações/imaginações durante a meditação, e a maior parte da arte tântrica elaborada pode ser vista como um auxílio para estas visualizações; desde representações de divindades meditativas (yidams) a mandalas e todo o tipo de instrumentos rituais.

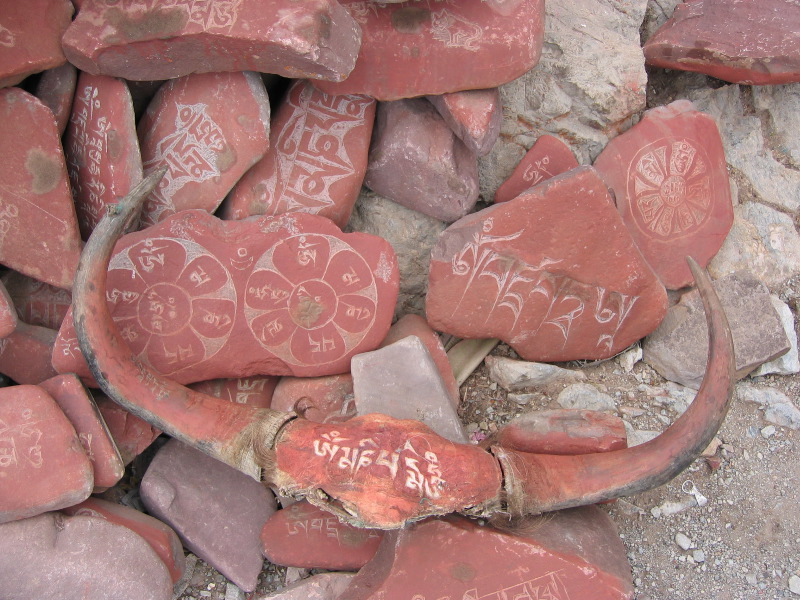
No Tibete, muitos budistas esculpem mantras em rochas como forma de devoção.

Um aspeto visual do budismo tântrico é a representação comum de divindades iradas, frequentemente retratadas com rostos irados, círculos de chamas ou com crânios de mortos. Estas imagens representam os "Protetores" (Sânscrito. dharmapala) e a sua aparência assustadora desmente a sua verdadeira natureza compassiva. Na verdade, a sua ira representa a sua dedicação à proteção dos ensinamentos do dharma, bem como à proteção das práticas tântricas específicas para evitar a corrupção ou a interrupção da prática. São utilizadas principalmente como aspectos psicológicos irados que podem ser utilizados para superar as atitudes negativas do praticante.
Os historiadores observam que a pintura chinesa teve uma profunda influência na pintura tibetana em geral. A partir dos séculos XIV e XV, a pintura tibetana incorporou muitos elementos da pintura chinesa e, durante o século XVIII, teve um impacto profundo e abrangente na arte visual tibetana. Segundo Giuseppe Tucci, na época da dinastia Qing, "foi então desenvolvida uma nova arte tibetana, que em certo sentido era um eco provinciano da preciosidade suave e ornamentada da pintura chinesa do século XVIII". 